# Изикор
Изикор (англ. Easycore) (также известный как софткор и попкор) — поджанр поп-панка, совмещающий в себе элементы самого поп-панка и хардкора. Изикор родственен скейт-панку и мелокору, однако, в отличие от них, более близок к поп-панку, нежели к хардкору.
Лирика и мелодия изикора обычно оптимистичные, быстрый темп жанр перенял от поп-панка, а наличие брейкдаунов от хардкора. Главными инструментами являются ритм-гитара, бас-гитара и ударные (используется кардан для бас-бочки). Иногда в изикоре используются и клавишные. Лид-вокал зачастую принадлежит нескольким участникам группы. Как правило, в изикоре используется чистый вокал, однако такие группы, как Abandoned By Bears, A Day To Remember, Till We Drop и Chunk! No, Captain Chunk!, нередко используют и гроулинг.
Одной из первых предпосылок к возникновению жанра стало увлечение гитариста группы Blink-182 Том Делонга пост-хардкором, что сильно отразилось на звучании четвёртого и пятого альбомов группы, а так же на единственном альбоме его сайд-проекта Box Car Racer. К тому же, Марк Хоппус из Blink-182 выступил главным продюсером первого явного изикор-альбома.
Термин изикор был придуман американской поп-панк-группой New Found Glory. В 2008 году группа организовала Easycore Tour по США с участием таких групп, как Set Your Goals,  Four Year Strong, A Day to Remember, Crime in Stereo и International Superheroes of Hardcore. Также не исключено то, что New Found Glory является основателем жанра.
В результате солидного коммерческого успеха поп-панка в 1990-х-ранних 2000-х годах, некоторые критики и слушатели считают изикор стилем новой волны поп-панка.

## Комментарии
1. ↑  Брейкдаун — относительно короткая замедленная часть композиций в жанре хардкор-панк и других жанров, произошедших от него[3]. В такие моменты редко используется вокал, ключевая роль отдаётся бас-гитаре и металлическим компонентам ударной установки[3][4].
2. ↑  New Found Glory играет в данном жанре в поздних релизаx[7][8].